# Ines Cudna
Ines Cudna (25 de enero de 1984 en Zielona Góra, Polonia) es una modelo polaca de raíces alemanas. Ella es colega de la también modelo polaca Ewa Sonnet, y fue descubierta por la modelo alemana Bettie Ballhaus.
Ines es una de las estrellas del popular sitio polaco Busty.pl, al lado de otras modelos de medidas voluptuosas tales como Ewa Sonnet, Bea Flora, Aneta Buena, Anna Jota y Casandra. Ella se unió a Busty.pl en abril del 2002.
La combinación de la agradable apariencia de Ines combinada con sus enormes senos de medida 36F, ha ayudado a su popularidad en Alemania, y por todo el mundo sus imágenes son ofrecidas en muchos sitios Web diferentes, exagerando generalmente por el hecho de que ella es bastante conocida.
A la fecha, Ines ha modelado en muchas fotos y videos softcore lésbicos al lado de casi todas las modelos de Busty.pl, y en el sitio de Scoreland al lado de Lorna Morgan y en el video de Linsey Dawn McKenzie Maximum Insertion.
En noviembre del 2006 ella lanzó su propio sitio Web www.inescudna.pl, donde ella filma sus propios videos y los sube a su Web.